# 楊婷婭
楊婷婭（1992年10月9日—），本名楊婷雅，又名「楊楊」，台灣歌手、演員、主持人、模特兒、YouTuber。

## 背景
從小與家人移居加拿大溫哥華，並遠道而來的楊婷婭，是全世界排名前40名的名牌大學英屬哥倫比亞大學畢業的高材生。
大學畢業後擁有名牌私校的輔導員以及學生規劃部門的負責人的響亮資歷。而後因父親回來台灣探親而因故去世，楊婷婭發現世事無常，決定把餘生奉獻給公益，而毅然決然辭職來到台灣推廣動保，環保，年長者以及少數民族權益。由她自己經營的Youtube, IG, 還有臉書有成，擁有15萬多的粉絲關注並且一起關心她所推廣的議題。為了公益募資了超過上百萬的捐款之外，也會固定到流浪動物園區做義工付出勞力，還因此中暑暈眩多次。每年聖誕節也會自己出資幫助社團法人親善動物保護園區建造聖誕村並邀請藝人朋友共襄盛舉宣傳園區的理念。

## 個人作品
- 2024年10月4日 發行首支單曲〈單身狗〉[3][4]

## 演藝生涯

### 綜藝節目

#### 2019年
- 壹電視台NEXTTW《過年網紅特輯》
- 東森綜合台《醫師好辣》【引人誤會疼痛問題】

#### 2020年
- 三立電視台《綜藝大熱門》【各國隔離日記】
- 中天綜合台《同學來了》【超級明星臉】

#### 2021年
- 三立電視台《國光幫幫忙》【吸引人目光女孩】
- 狼谷娛樂台《5廢單哩來》電競來賓
- 狼谷育樂台《5廢單哩來》桌遊/電競來賓
- 狼谷育樂台《5廢單哩來》桌遊來賓
- AMM心動娛樂《姐姐妹妹宅在家》訪問嘉賓
- 狼谷育樂台《星光歡樂城》訪問嘉賓
- 狼谷育樂台《星光歡樂城》衛冕嘉賓
- 公視電視台《全家好智慧》遊戲嘉賓

#### 2024年
- 中視電視台《飢餓遊戲》 遊戲嘉賓
- 三立電視台《型男大主厨》訪問嘉賓
- 蝦皮購物 《蝦皮娛樂線》 直播嘉賓
- 三立電視台《綜藝大熱門》訪問嘉賓
- TVBS《拜託ATM Battle》訪問嘉賓
- 東森綜合台《全民星攻略》訪問嘉賓

### 電影
- 2020年公視新創電影《潘朵拉之心》飾演直播主
- 2021年《山中森林》飾演郭雪芙好友

### 戲劇廣告、MV
- 2022年大話三國飾演小喬
- 2024年【殺手KILLER】飾演女主角

### 主持

#### 2020年
- 八大娛樂台《奇幻的旅程》行腳節目助理主持人

#### 2021年
- AMM心動娛樂《姐姐妹妹宅在家》代班主持人
- AMM心動娛樂《FUN假去旅行》主持人
- 經濟部工業局《業界年度能專發表會》主持人

#### 2025年
- 《浪愛心動起來公益音樂會》主持人

## 大型活動演出

### 2023年
- 《台中電競嘉年華》
- 《全嘉藝起來跨年晚會》

### 2024年
- 《FIF打歌舞台 第三期 星月之夜 STARRY NIGHT》
- 《台北海洋科技大學淡水校本部》校園演唱
- 《聖誕好事集音樂會》
- 《台中電競嘉年華》
- 《暖心聖誕 浪浪派對》公益活動
- 《FIF打歌舞台-聖誕閃耀 shining 啦啦隊女神演唱會》

### 2025年
- 《FIF打歌舞台 第八期 時空旅行 Time Travel》
- 《浪愛心動起來公益音樂會》